# Франкенштейн, Клемент фон
Клемент Джордж Фрайхерр фон Франкенштейн (28 мая 1944 — 9 мая 2019) — английский актёр. Наиболее известен по ролям президента Д’Астье в «Американском президенте» (1995), английского инвестора в «Самоволке „ (1990), роли в “Смерть ей к лицу» (1992), Паскаля Ферни в «Вечерней звезде» (1996), Фрэнсис Трибвербрехер. в «Отвези меня домой " (2011), Сестима Амидиаса в Да здравствует Цезарь! (2016) и Босса Касса в серии видеоигр Ty the Tasmanian Tiger (2002—2005).

## Биография
Франкенштейн родился в Саннингхилле, затем в Бакингемшире, 28 мая 1944 года . Он был единственным ребёнком Эдиты и Георга фон Франкенштейнов; его отец был австрийским рейхсфрайггером и дипломатом, который остался в Англии после аншлюса и получил британское рыцарское звание и гражданство. Родители Франкенштейна погибли в авиакатастрофе в Германии 14 октября 1953 года, и с девяти лет его воспитывали британские друзья родителей. Он получил образование в школе Саннингдейл и Итонском колледже .
Он стал актёром, сначала отправившись на кастинги под именем Клемента Сент-Джорджа, поскольку думал, что «его настоящее имя может напугать людей». Он переехал в Калифорнию в 1972 году и присоединился к джентльменам-плейбоям-эмигрантам из Великобритании, таким как Дэвид Нивен. Играя с Хью Грантом и Миком Джаггером, он был давним членом Крикетного клуба Беверли-Хиллз. Он никогда не был женат и был предан своей любимой кошке Таллуле.
Франкенштейн снялся примерно в восьмидесяти фильмах; иногда как жизнерадостный эскорт для ведущей леди или просто в кожаных стрингах. Он снимался в фильмах «Молодой Франкенштейн», «Робин Гуд: Мужчины в трико» и «Американский президент», но часто оказывался в самом конце списка актёров или не упоминался в титрах вовсе. Появился в виде трупа в сериале «Она написала убийство» .
Как-то актёр заявил что Калифорния изменилась между 1970-ми и 1990-ми годами, как он сказал Daily Telegraph в 1994 году: «В 1970-х жизнь была легкой, все были непринужденными, все хорошо проводили время. . . Теперь жизнь стала гнетущей, лишенной обаяния. В ресторанах нельзя курить, все таскают с собой коробки с презервативами, а на вечеринках теперь есть такая штука, как „no host bar“ — за свои гребаные напитки нужно платить самому.». Он умер в Лос-Анджелесе в мае 2019 года.
Г-н фон Франкенштейн рассказал истории из своей жизни для радиопередачи Джо Франка «Клемент на Рождество», из своего детства и первых дней в Голливуде, первую половину шоу.
Фон Франкенштейн умер от гипоксии в медицинском центре Cedars-Sinai в Лос-Анджелесе 9 мая 2019 года в возрасте 74 лет. Он десять дней находился в искусственной коме.